# Pseudacanthus solidus
Pseudacanthus solidus là một loài bọ cánh cứng trong họ Passalidae. Loài này được Arrow miêu tả khoa học năm 1907.